# Dendronephthya mertoni
Dendronephthya mertoni är en korallart som beskrevs av Kükenthal 1910. Dendronephthya mertoni ingår i släktet Dendronephthya och familjen Nephtheidae. Inga underarter finns listade i Catalogue of Life.